# Хамданіди

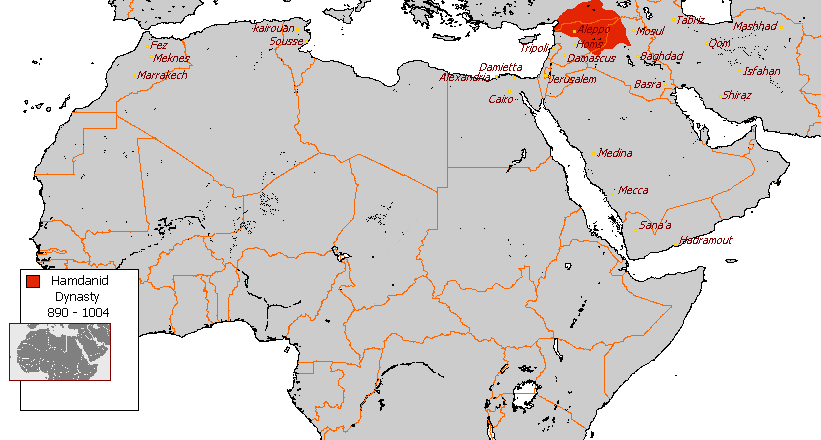
Хамданіди в часи розквіту

Хамдані́ди (араб. حمدانيون) — шиїтська арабська династія, що правила в північному Іраку (Аль-Джазіра) та Сирії з 890 по 1004 рік. Хамданіди вважали себе нащадками давніх Бану Тагліб — племені арабів-християн з месопотамського Аніззаха, що розташований на північ від Аравії.

## Історія
Династію заснував Хамдана ібн Хамдун, якого 890 року аббасидський Халіф призначив губернатором міста Мардіна в південно-східній Анатолії .
Його син Абдаллах (904–929), у свою чергу, був призначений губернатором міста Мосула в північному Іраку (906) і навіть губернатором Багдада (914). Його сини стали губернаторами Мосула та Алеппо.
Правитель Насир ад-Даула аль-Хасан (929 — 968), губернатор Мосула та Діярбакира, увійшов в історію як успішний правитель, але його деспотичність привела до втрати влади: його змістив син Абу Таліб. 
Хамданіди правили Мосулом до 990 року, незважаючи на важку поразку від Буїдів у 979 році. По тому землі Хамданідів були розділені між Укайлідами та Марванідами.

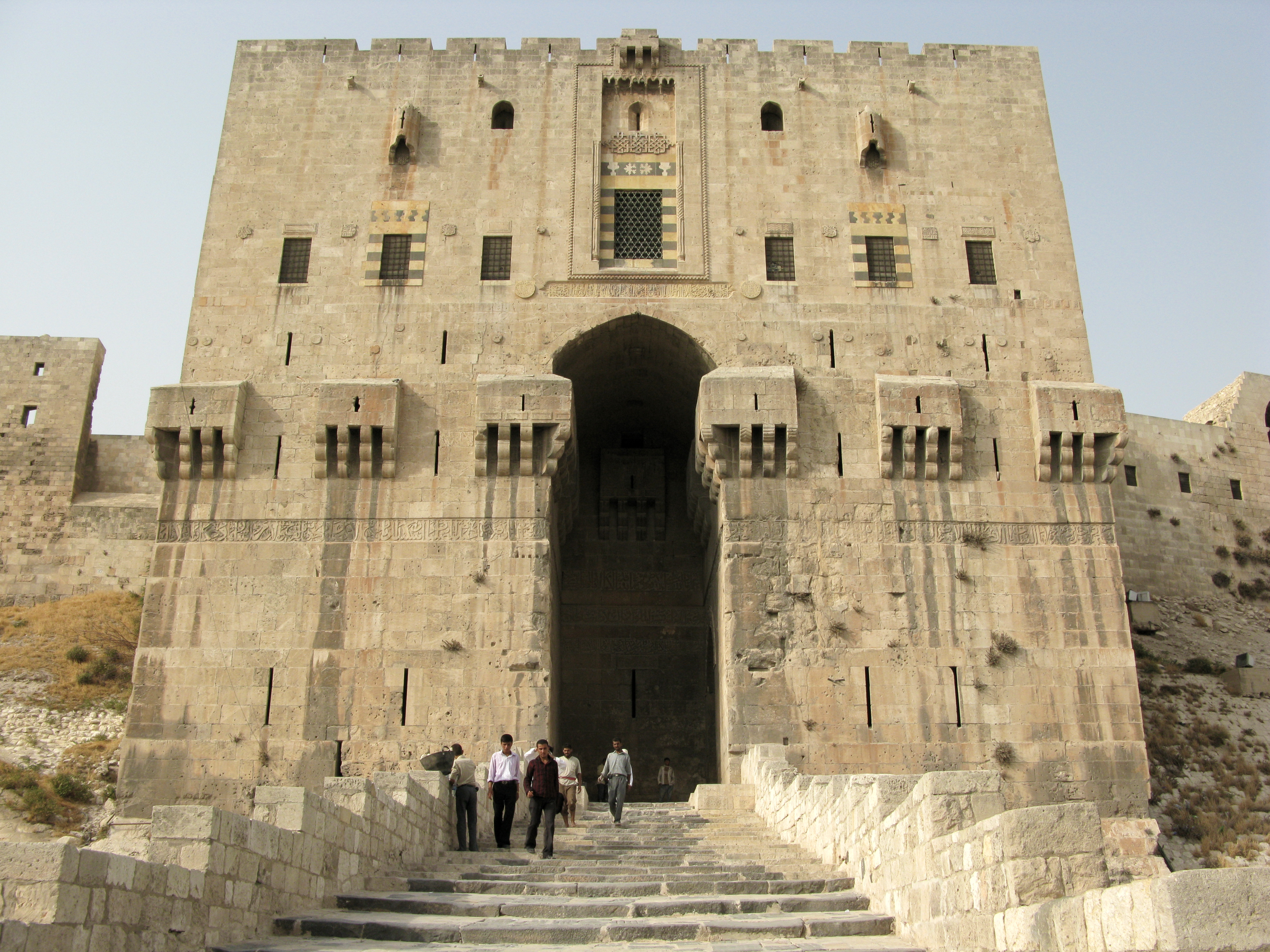
Фортеця Алеппо.

Сайф ад-Даула Алі 'Державний меч' правив з 945 по 967 рік північною Сирією з Алеппо, і став найважливішим супротивником Візантії. Його двір в Алеппо був центром науки та арабської літератури, проте, після завоювання Візантією, місто Алеппо втратило своє значення.
Щоб перешкодити розширенню Візантії, Хамданіди намагалися стати васалами Фатимидів, але 1003 року самі Фатіміди знищили останніх Хамданідів.

## Правителі

Династія Хамданідів

### Хамданіди в Аль-Джазіра
1. Хамдана ібн Хамдун (868–874)
2. аль-Хасан ібн Хамдан (895–916)
3. Абдаллах ібн Хамдан (906–929)
4. Насир ад-Даула ел-Хасан (929–967)
5. Адід ад-Даула (967–980)
6. Абул Тахир Ібрахім ібн аль-Хасан (989–997)
7. Абу Абділла аль-Хусейн ібн аль-Хасан (989–997)

### Хамданіди в Алеппо
1. Сайф ад-Даула Алі (945–967)
2. Саад ад-Даула Шаріф I (967–991)
3. Саїд ад-Даула (991–1002)
4. Абул Хасан Алі (1002–1004)
5. Абул Маалі Шаріф (1004–1004)